# Moncayo (Comarca)
Die Comarca Moncayo ist eine der zwölf Comarcas in der Provinz Soria der autonomen Gemeinschaft Kastilien und León.
Sie umfasst 14 Gemeinden und eine Exklave der Gemeinde Soria auf einer Fläche von 670,15 km² mit dem Hauptort Ólvega.

## Gemeinden
| Gemeinde             | Einwohner (2024) | Fläche km² | Dichte Einw./km² | Cod INE | Postleitzahl |
| -------------------- | ---------------- | ---------- | ---------------- | ------- | ------------ |
| Ágreda               | 3.094            | 164,93     | 19               | 42004   | 42100        |
| Beratón              | 41               | 41,15      | 1                | 42034   | 42107        |
| Borobia              | 228              | 62,57      | 4                | 42039   | 42107        |
| Castilruiz           | 158              | 38,81      | 4                | 42057   | 42113        |
| Cueva de Ágreda      | 69               | 30,00      | 2                | 42073   | 42107        |
| Dévanos              | 72               | 16,36      | 4                | 42075   | 42108        |
| Fuentestrún          | 52               | 9,19       | 6                | 42093   | 42113        |
| Matalebreras         | 81               | 41,63      | 2                | 42110   | 42113        |
| Noviercas            | 172              | 91,56      | 2                | 42132   | 42132        |
| Ólvega               | 3.838            | 98,77      | 39               | 42134   | 42110        |
| San Felices          | 59               | 21,10      | 3                | 42163   | 42113        |
| Soria                | 0                | 12,11      | 0                | 42173   | 42113        |
| Trévago              | 47               | 20,51      | 2                | 42188   | 42113        |
| Valdelagua del Cerro | 13               | 4,85       | 3                | 42193   | 42113        |
| Vozmediano           | 33               | 16,61      | 2                | 42217   | 42107        |
| Comarca Moncayo      | 7.957            | 670,15     | 12               | –       | –            |

1. ↑   Nur die östliche Exklave, der Rest gehört zu den Comarcas Frentes und Pinares.